# Estación IyoŌzu
La estación IyoŌzu (伊予大洲駅 IyoŌzu-eki?) es una estación de la línea Yosan de la Japan Railways que se encuentra en la ciudad de Ōzu de la prefectura de Ehime. Los códigos de estación son el "U14" y el "S18".

## Estación de pasajeros

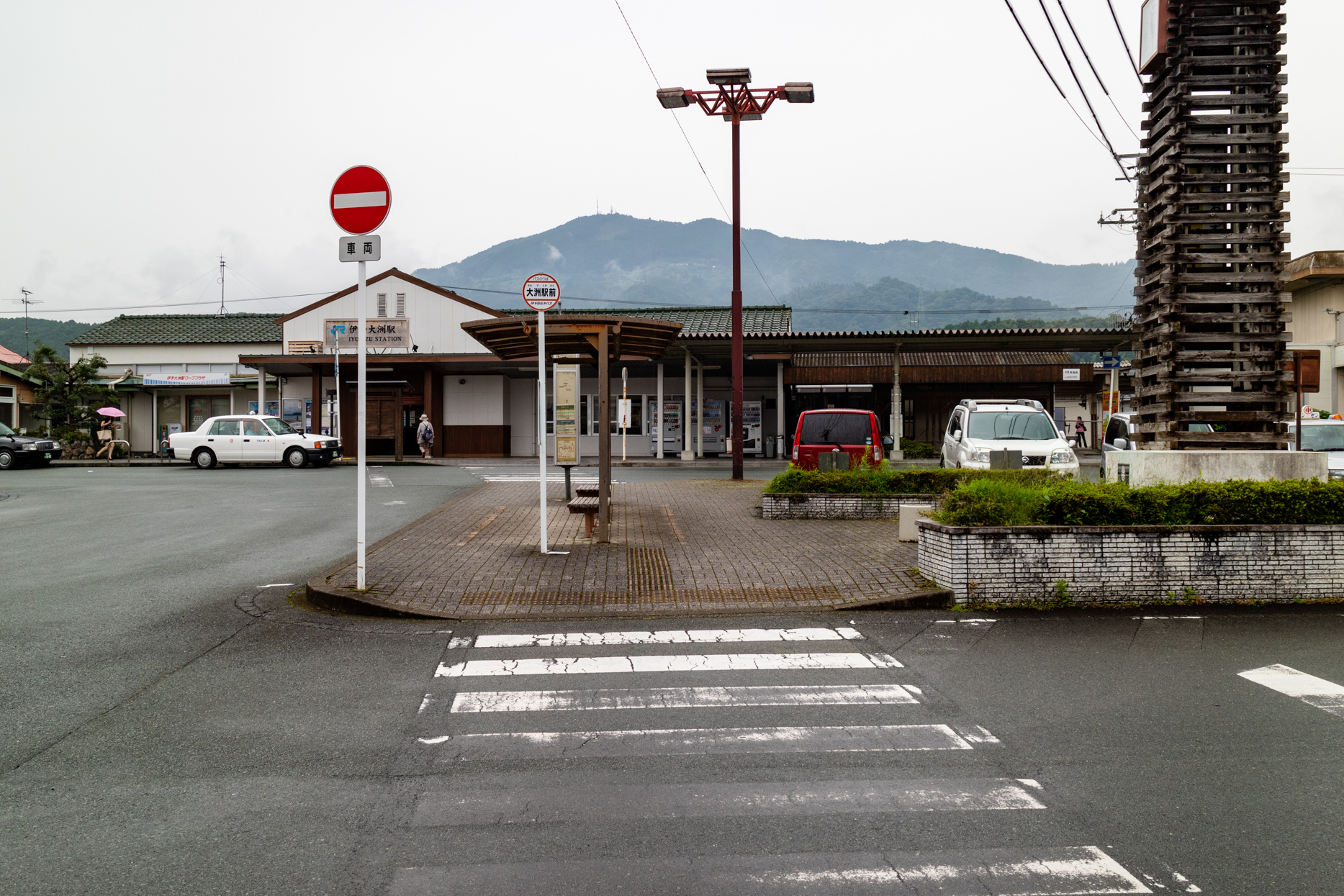
Estación IyoŌzu.

Cuenta con dos plataformas, una plataforma con vías de un solo lado (andén 1) y otra plataforma con vías a ambos lados (andenes 2 y 3). 
Es una estación que cuenta con personal y con expendedoras automáticas de boletos.
La estación posee un local de ventas de pasajes de la Japan Railways hacia cualquier estación de Japón. Además hay varios locales comerciales, entre los que se destaca la agencia de viajes de la Japan Railways.

### Andenes
Todos los servicios rápidos que se dirigen hacia la ciudad de Uwajima parten del andén 1, y los que se dirigen a la ciudad de Matsuyama lo hacen desde el andén 2. El andén 3 se utiliza principalmente para permitir el sobrepaso a los servicios rápidos.
| 1 | ● Línea Yosan | Hacia Yawatahama y Uwajima (incluye todos los servicios rápidos)                         |
| 2 | ● Línea Yosan | Hacia Uchiko, Iyo, Matsuyama, Takamatsu y Okayama. (incluye todos los servicios rápidos) |
| 2 | ● Línea Yosan | Hacia Nagahama, Iyo y Matsuyama                                                          |
| 3 | ● Línea Yosan | Hacia Yawatahama y Uwajima (sólo algunos servicios comunes)                              |
| 3 | ● Línea Yosan | Hacia Uchiko, Iyo y Matsuyama (sólo algunos servicios comunes)                           |
| 3 | ● Línea Yosan | Hacia Nagahama, Iyo y Matsuyama (sólo algunos servicios comunes)                         |

## Alrededores de la estación
- Fuji GRAND Sucursal Oozu
- Ruta Nacional 56

## Historia
- 1918: el 14 de febrero es inaugurada con el nombre de estación Oozu por Ferrocarril Ehime (愛媛鉄道 Ehime-tetsudō?), en simultáneo con el tramo que la comunicaba con la estación Nagahama (長浜駅 Nagahama-eki?) que en la actualidad se denomina estación Iyonagahama.
- 1933: el 1° de octubre el Ferrocarril Ehime es estatizado con el nombre de línea Ehime, y la estación pasa a llamarse IyoŌzu.
- 1935: el 6 de octubre el ancho de vía la línea Ehime (que desde la época del Ferrocarril Ehime era de 762 mm) pasa a ser de 1.067 mm. Además se completa la extensión desde la estación Shimonada hasta la estación Iyonagahama por lo que las líneas Yosan y Ehime quedan vinculadas entre sí. Por este motivo el recorrido desde la estación Takamatsu hasta la estación Oozu pasa a denominarse línea principal Yosan (予讃本線 Yosan-honsen?). Este mismo día el ramal del Ferrocarril Ehime que llegaba hasta la estación Uchiko pasó a denominarse línea Uchiko.
- 1987: el 1° de abril pasa a ser una estación de la división Ferrocarriles de Pasajeros de Shikoku de la Japan Railways.
- 1988: en junio la línea principal Yosan vuelve a ser simplemente línea Yosan.

## Estación anterior y posterior
- Línea Yosan 
  - Nuevo Ramal: Estación Niiya (U13)  <<  Estación IyoOozu (U14)  >>  Estación Nishiōzu (U15)
  - Viejo Ramal: Estación Goro (S17)  <<  Estación IyoŌzu (S18)  >>  Estación Nishioozu (U15)